# كم إل سون
كم إل سون (بالهانغل: 김일손 / بالهانجا: 金馹孫 - ولد في 1464 ومات في يوليو 1498) هو شاعر وعالم ومسؤول حكومي خلال عهد الملك سونغجونغ وابنه الملك يونسان ملكي سلالة جوسون. أصله من عشيرة كم كمهاي (김해 김씨). اسمه القلمي تاك يونغ (탁영 / 濯纓)، واسمه بعد الوفاة مُنمِن (문민 / 文愍).
خلال عهد الملك سونغجونغ كان يعمل في مكتب السجلات (تشُنتشُغوان / 춘추관) لتدوين سجلات الملك ضمن سجلات سلالة جوسون. ذات مرة قام باتهام إي غك تون بسوء التصرف والفساد مما جعله حاقداً على كم، وهو ما أدى في نهاية الأمر إلى مذبحة التطهير الأولى والتي أعدم فيها كم.

## العائلة
- الجد الثاني: كم سو (김서 / 金湑).
  - الجد: كم غك إل (김극일 / 金克一).
    - الأب: كم ماينغ (김맹 / 金孟).
      - أخ: كم جُن سون (김준손 / 金駿孫).
        - ابن أخ: كم داي يو (김대유 / 金大有).

      - أخ: كم غي سون (김기손 / 金驥孫)، وتوفي صغيراً.

### الأسرة
- الزوجة: تزوج ابنة كم مي سون (김미손 / 金尾孫).
- ابن بالتبني: كم داي جانغ (김대장 / 金大壯)، وهو ابن شقيقه.
- حفيد: كم غاينغ (김갱 / 金鏗).
- حفيد: كم جانغ (김장 / 金鏘).